# Narspí

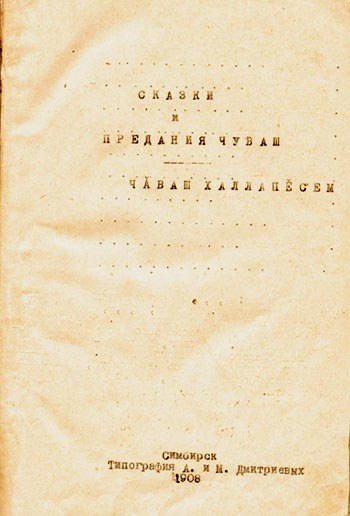
Portada del volum de 1908 en què es publicà Narspí per primera vegada

Narspí és una narració en vers de Konstantín Ivanov, una de les obres cabdals de la literatura txuvaixa i la més traduïda a altres llengües. Es tracta d'un llarg poema de 2078 versos, escrit entre finals de 1907 i començaments de 1908. Va ser publicat a Simbirsk, el 1908, en el recull amb un doble títol en rus i txuvaix: Skazi i predània txuvaix («contes i llegendes dels txuvaixos», en rus) i Çăvaş hallapĕsem («Contes txuvaixos», en txuvaix). En el llibre, editat pel fundador i director de l'Escola Central de Mestres Txuvaixos, Ivan Iàkovlev, l'obra va ser presentada com una llegenda poètica registrada a l'uiezd de Bäläbäy, en el qual estava situat el poble natal d'Ivanov.

## Sinopsi
Al poble de Silpí, viu Miheter, un home ric que té una filla anomenada Narspí. Aquesta està enamorada de Setner, un jove pobre, però el seu pare l’ha promesa a un vell ric. Quan Narspí s’assabenta de la notícia del seu casament imminent, li ho explica a Setner, i tots dos planegen escapar junts.
Durant la primera nit de les noces, Narspí i Setner fugen, però aviat són capturats. Miheter colpeja brutalment Setner, mentre la mare d’aquest se l’enduu per protegir-lo. Mentrestant, el casament continua com si res, i Tăhtaman, el futur marit de Narspí, no arriba a assabentar-se del que ha passat.
En els dies següents, la situació es complica. Narspí, desesperada per la seva situació i per l’obligació d’estar casada amb Tăhtaman, trama un pla per enverinar-lo. Mentre cuina, Narspí fa un encanteri i el vell, després de menjar, mor. Tot i això, el crim és descobert, i Narspí fuig del poble.
Mentre Setner i Narspí es retroben al bosc, l’esperit de Tăhtaman comença a perseguir Narspí, que sembla condemnada. Quan el pare de Narspí visita la casa de Setner, demana per la seva filla i la pressiona perquè torni. Narspí, assetjada pel seu remordiment i pel dolor de la situació, decideix posar fi a la seva vida.
En el desenllaç, Narspí se suïcida, deixant enrere una història marcada per l’amor prohibit, el patiment i la tragèdia.

## Forma
La forma d'una història contada en un llarg poema entronca amb la literatura oral tradicional txuvaixa. A més, ja havia estat utilitzada en la llavors incipient literatura escrita txuvaixa, particularment per Yakku Turhan a Varuśśi (1902). Ivanov prendrà de Turhan algunes estructures estròfiques. Posteriorment, la forma de la narració en vers (rus i txuvaix: поэма, poema) ha esdevingut un dels gèneres més importants de la literatura txuvaixa.

## Recepció
Narspí, amb la seva història profundament arrelada a la cultura tradicional txuvaixa, ha esdevingut una referència cabdal per a la literatura, música, il·lustració i pintura txuvaixes. El llibre ha aparegut en nombroses edicions, tant en txuvaix com en traduccions al rus, il·lustrat per destacats artistes. Particularment innovadores són les il·lustracions de Praski Vitti de l'edició de 2008. Les versions musicals també han estat nombroses.
El 1936, el Comissariat d'Educació de Txuvàixia va encarregar al compositor de Leningrad Vladímir Ivànixin la composició d'una òpera sobre el poema. Basant-se sobre un llibret de Petěr Husankay, l'encàrrec es va completar en gran part el 1940, però mai va arribar a representar-se íntegrament. El 1952, el compositor Ióssif Pustílnik, també de Leningrad, es va tornar a atansar sobre el poema amb la intenció de crear una òpera, de la qual, el 1955, se'n van posar en escena tres quadres a Xupaixkar. El 1967 s'estrenà, finalment, una òpera sencera en tres actes sobre Narspí composta per Grigori Hirpyu, amb llibret del compositor mateix. El 2008 Narspí també esdevingué el primer musical en txuvaix, amb música de Nikolai Kazakov i llibret de Borís Txíndikov.

## Traduccions
S'han publicat fins ara sis traduccions íntegres de Narspí al rus, entre elles, de Husankay. Han aparegut també traduccions completes a les següents llengües:
- 1940: Erzià. La traducció, però, va sortir a la llum fins al 1958.
- 1941: Baixkir.

- 1941: Tàtar.
- 1953: Ucraïnès.
- 1958: Mari.
- 1961: Búlgar.

- 1962: Àzeri.
- 1962: Udmurt.
- 1977: Hongarès.
- 1990: Sakhà.
- 1990: Alemany.
- 1991: Tadjik.
- 2007: Turc.
- 2013: Italià.
- 2018: Anglès.